# Erich Thiele (Schachspieler)
Erich Thiele (* 2. Juni 1930 in Jessen (Elster); † 7. November 2005 in Dresden) war ein deutscher Schachspieler.
Erich Thiele erlernte Schach im Alter von 17 Jahren von einem Jessener Baumeister, der ihm auch Privatunterricht in Statik erteilte. Er studierte in Zittau, wo er im Schachklub spielte, und wurde Zimmermann.
Thiele, der ab 1952 als Bauingenieur und Statiker in Dresden tätig war, trat im selben Jahr in den Schachverein Bau-Union Dresden ein, wo er unter anderem mit Wolfgang Uhlmann die Bezirks-Mannschaftsmeisterschaft 1953/1954 gewann. 1959, 1960, 1961 und 1965 errang er den Titel des Dresdner Stadtmeisters sowie viermal zwischen 1962 und 1974 den Bezirksmeistertitel. Aus familiären Gründen konnte er an einer DDR-Schachmeisterschaft nicht teilnehmen, für die er sich qualifiziert hatte. Thiele spielte später für den SC Einheit Dresden, Post Dresden und USV TU Dresden.
Im Fernschach, mit dem Thiele früh begann, wurde er bei der Dritten Fernschach-Europameisterschaft (EM) 1968 mit elf Siegen und drei Remisen Europameister. Er war so nach Werner Stern bei der ersten EM der zweite Fernschach-Europameister aus der DDR. Thiele nahm auch an der sechsten Fernschach-Weltmeisterschaft teil. Da er sich keine Notizen über laufende Partien machte, sind diese nur unzureichend dokumentiert.
Zwischen 1957 und 1977 publizierte Thiele annähernd zwanzig Schachkompositionen, etwa die Hälfte davon waren Studien.
Er verstarb am 7. November 2005 nach langer Krankheit.